# Primer Campeonísimo de México
La palabra Campeonísimo como tal, no existe en el diccionario; pero es un término futbolístico que se utiliza para nombrar al equipo que consigue los títulos de liga y copa en la misma temporada. El término fue acuñado por el columnista Francisco Martínez de la Vega, del diario La afición, para referirse en su columna al Club Necaxa, que en el año de 1935 había obtenido los títulos de Liga, Copa, el Campeonato Nacional Amateur y el Campeonato de los Juegos Centroamericanos.

## El Campeonísimo delos Once Hermanos
Recibieron el sobrenombre de los “Once Hermanos” ya que en el terreno de juego se entendían a la perfección, ellos eran: Raúl "Pipiolo" Estrada, Lorenzo "Abuelo" Camarena, Antonio Azpiri, Guillermo "Perro" Ortega, Ignacio "Calavera" Ávila, Marcial "Ranchero" Ortiz, Vicente "Chamaco" García, Tomas "Poeta" Lozano, Hilario "Moco" López, Julio "Chino" Lores y Luis "Pichojos" Pérez.
Conjunto caracterizado por la camaradería entre sus integrantes, el Necaxa ganó a pulso el sobrenombre de los 11 hermanos. Su cercanía con los sectores populares, el fútbol desplegado y la categoría de ídolos, que varios de sus integrantes alcanzaron (en especial Horacio Casarín), le permitieron convertirse en un equipo con mucho apoyo en las tribunas y consecuente popularidad. Obtuvo los títulos de liga de 1932-33, 1934-35, 1936-37 y 1937-38. Así como las Copa México de 1932-33 y 1935-36. Convirtiéndose en el primer equipo en conseguir el doblete Liga y Copa del fútbol mexicano.

### Doblete 1932-33
Luego del cerrado campeonato que concluyera con la coronación atlantista, Necaxa permaneció junto con los azulgranas como contendiente directo del título, manteniendo la cerrada pelea en la temporada 1932-33. Nuevamente el partido de la última jornada los enfrentó empatados ambos en el primer lugar con nueve puntos, por lo que un empate los pondría otra vez en una serie final. Sin embargo el cuadro electricista que comenzó a ejercer una hegemonía en el fútbol mexicano y sobre el propio Atlante, ganándole con la mayor goleada a favor del club en la historia, con marcador 9-0; resultado que hizo innecesaria la serie de desempate. Necaxa se coronó y surgió su dinastía el 4 de junio de 1933.
El equipo dirigido por Alfred Crowle, refrendo su calidad de campeón en la Copa México 1932-33, la primera versión oficial de un torneo copero organizado por la Federación y con el respaldo del Presidente Lázaro Cárdenas. Vencieron en cuartos de final 6-0 al Club México, en semifinales 5-1 al Asturias y se coronaron en la final con triunfo 3-1 sobre el Germania FV. Era la primera vez en la historia que un conjunto ganaba Liga y Copa en la misma campaña.

### Campeonatos de 1935
Luego de quedar relegado de la disputa por el título de 1933-34 (no estuvo entre los tres líderes que se enfrentaron en un triangular de desempate); El Necaxa de la campaña 1934-35 tuvo uno de los mejores desempeños estadísticos de la historia, pues acumuló 27 de 30 puntos en disputa, producto de 13 victorias, un empate y una derrota, teniendo un balance goleador de 69 tantos anotados y 25 admitidos. El torneo empezó el 25 de noviembre de 1934 con un empate a dos tantos con Asturias, para después hilvanar 12 triunfos consecutivos, una marca de todos los tiempos, aún vigente en el fútbol mexicano. Necaxa solo perdería en la penúltima jornada 3-1 con España, ya con el título de liga asegurado. Esto en el marco de una campaña Sui géneris en la que se disputaron tres rondas de partidos esto ante el bajo número de participantes (6 equipos).
Obtuvieron el primer título internacional para el fútbol mexicano en el torneo futbolístico de la tercera edición de los Juegos Centroamericanos y del Caribe, los cuales se celebraron en El Salvador en 1935, donde al equipo electricista debido al gran momento por el que atravesaba en la liga, la federación decidió disfrazarlo de Selección Nacional y lo envió a participar. Tras derrotar por un amplio marcador a la anfitriona selección salvadoreña por 8-1 en su debut el 27 de marzo, el cuadro mexicano vencería a los representantes guatemaltecos por 5:1, a la selección cubana por 6:1 y a la selección hondureña por 8:2. El 2 de abril, después de vencer a la selección costarricense por 2-0, México se consagró campeón y obtuvo la medalla de oro. Salvo tres refuerzos del América, España y Atlante, la totalidad del plantel la conformaron jugadores del equipo electricista.
Además de esto, Necaxa también fue investido como seleccionado representativo del Distrito Federal para disputar el Campeonato Nacional Amateur, mismo que ganó. Para entonces el entrenador Alfred Crowle ya había renunciado a su puesto debido a problemas personales, siendo sustituido por el exportero del equipo Ernesto Pauler, que después de conquistar el Campeonato Nacional, ganaría el título de la Copa México 1935-36, disputada todavía en el año de 1935, venciendo 9-0 en la semifinal a América y 2-1 en la final a Asturias; por todo lo anterior, a finales del mismo año, los necaxistas reciben por parte del columnista Francisco Martínez de la Vega en el diario La Afición y por primera vez en la historia del fútbol mexicano, el sobrenombre de "Campeonísimo".

### El bicampeonato 1936-38
Después de los éxitos obtenidos, el equipo comenzó a renovarse poco a poco. El entrenador Ernesto Pauler promovió la creación de secciones juvenil de las cuales surgieron nuevos jugadores, entre ellos un joven de 17 años, hijo de un militar y figura de los Campeonatos Nacionales de 1937: Horacio Casarín.
De la mano de la juvenil figura y los consagrados del club, Necaxa obtuvo un nuevo título de liga, de manera un tanto holgada, al concluir el certamen con cuatro puntos de ventaja, frente a su rival más constante de la época, el Atlante.
Si las anteriores ligas habían sido disputadas fuertemente con Atlante, América y el España; el campeonato de la campaña 1937-38, encontró como principal opositor al Asturias; con quien desde la temporada anterior había disputados partidos esencialmente caracterizados por el exceso de fuerza física y violencia con que se llevaron a cabo. A pesar de vencerlo 1-0 en la primera vuelta, esta terminó con ambos clubes empatados, posteriormente durante la mayor parte de la segunda vuelta, los asturianos mantuvieron el primer sitio. Nuevamente como en otros desenlaces, los dos equipos que ocupaban las primeras posiciones, llegaban empatados a la última fecha y convertían su duelo en una especie de final. De esta manera el 3 de julio de 1938, en el Parque Asturias, Necaxa y el conjunto de la Casona se enfrentaron para dirimir el título; los electricistas pasaron sobre el rival con marcador de 5-1 y lograron con un título de liga, cerrar su trascendente etapa.
Todavía en un resquicio de su etapa ganadora, Necaxa disputó  de gran manera el título de 1938-39, en una campaña marcada por el incidente de la quema del Parque Asturias, luego de la desafortunada lesión que margino un año de las canchas a la figura Horacio Casarín.